# رابرت هاندار
رابرت هاندار (به انگلیسی: Robert Hundar) با نام اصلیِ کلاودیو اونداری (به ایتالیایی: Claudio Undari) (زاده ۱۲ ژانویهٔ ۱۹۳۵-درگذشته ۱۲ مهٔ ۲۰۰۸) بازیگر ایتالیایی بود.
از فیلم‌های معروف او می‌توان به بازی در دیو و دلبر، یونیفرم‌های قرمز، هیولا در فضا، همه چیز برای من اتفاق می‌افتد و فرانک بدجنس و تونی بی‌مخ اشاره کرد.